# Matthieu Hartley
Matthieu Hartley (nacido el 4 de febrero de 1960) es un músico británico, más conocido como el teclista de The Cure entre 1979 y 1980.

## Biografía
Hartley nació en Smallfield, Inglaterra, cerca de Crawley, y fue amigo de la infancia de su futuro compañero de banda, Simon Gallup. Hartley y Gallup fueron miembros de las bandas punk Lockjaw y Magazine Spies a finales de la década de 1970. Estas bandas solían tocar junto a las primeras versiones de The Cure.
A finales de 1979, The Cure necesitaba un nuevo bajista tras la marcha del miembro fundador Michael Dempsey, y reclutó a Gallup para el puesto. Gallup sugirió añadir a Hartley como el primer teclista a tiempo completo de la banda para ampliar su sonido.
Hartley fue miembro de pleno derecho de The Cure durante su álbum de 1980, Seventeen Seconds, y la gira posterior. Durante este período, contribuyó al breve proyecto paralelo de The Cure, Cult Hero. Abandonó la banda ese mismo año debido a desacuerdos con el líder del grupo, Robert Smith, y a su insatisfacción con los requisitos minimalistas de teclado en las canciones de Smith.
Tras dejar The Cure, Hartley mantuvo su amistad con Gallup y fue uno de los primeros miembros de la banda que se convertiría en Fools Dance. Lanzó un álbum en solitario bajo el nombre de Matthieu en 1987 y en 2005 se unió a la banda de rock psicodélico The Speak.